# Bahnhof Beckingen (Saar)
Der Bahnhof Beckingen (Saar) ist der Bahnhof der Gemeinde Beckingen auf der Saarstrecke zwischen Trier und Saarbrücken. Das Stationshaus Beckingen ist der zweitälteste erhaltene Bahnhof im Saarland und der am aufwändigsten gestaltete der Saarstrecke. Der Bahnhof wird im Betriebsstellenverzeichnis mit dem Betriebsstellenkürzel SBE geführt. Nach Entfernung der Weichen zum angrenzenden Werksgelände der Beckinger Schraubenfabrik im Jahre 2008 ist der bisherige Bahnhof betrieblich ein Haltepunkt. Das Beckinger Empfangsgebäude zählt mit den historistischen Empfangsgebäuden der Bahnhöfe von Merzig, Dillingen, Luisenthal und Bexbach zu den ältesten noch erhaltenen Empfangsgebäuden im Saarland.

## Geschichte

### Planungen und Bau

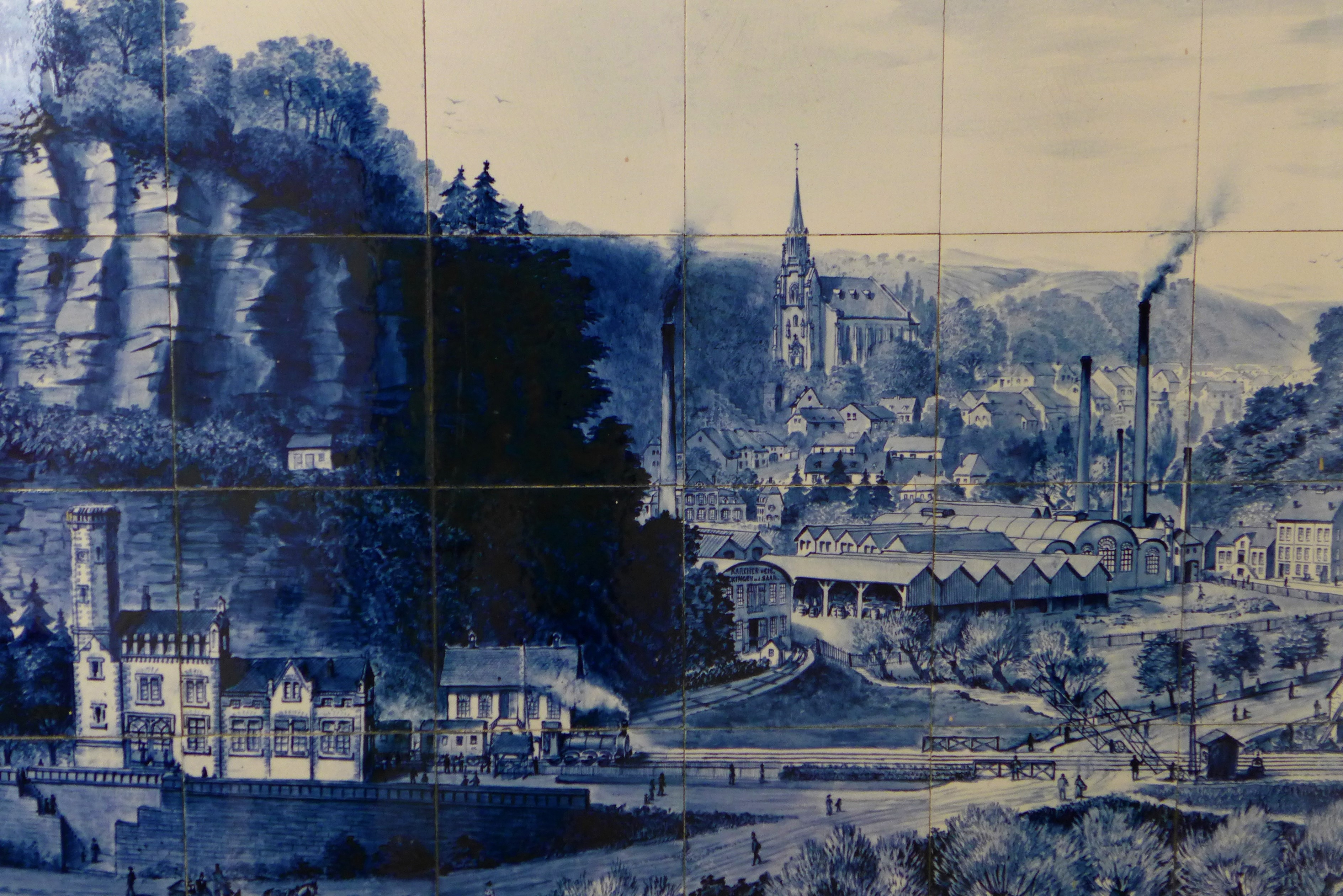
Beckingen am Ende des 19. Jahrhunderts mit der Karcherschen Fabrik auf dem Gelände der Kommendenmühle sowie dem Beckinger Bahnhofsgebäude und der Kirche, Ausschnitt aus einem Fliesenbild von Peter Winkel im Merziger Museum Schloss Fellenberg

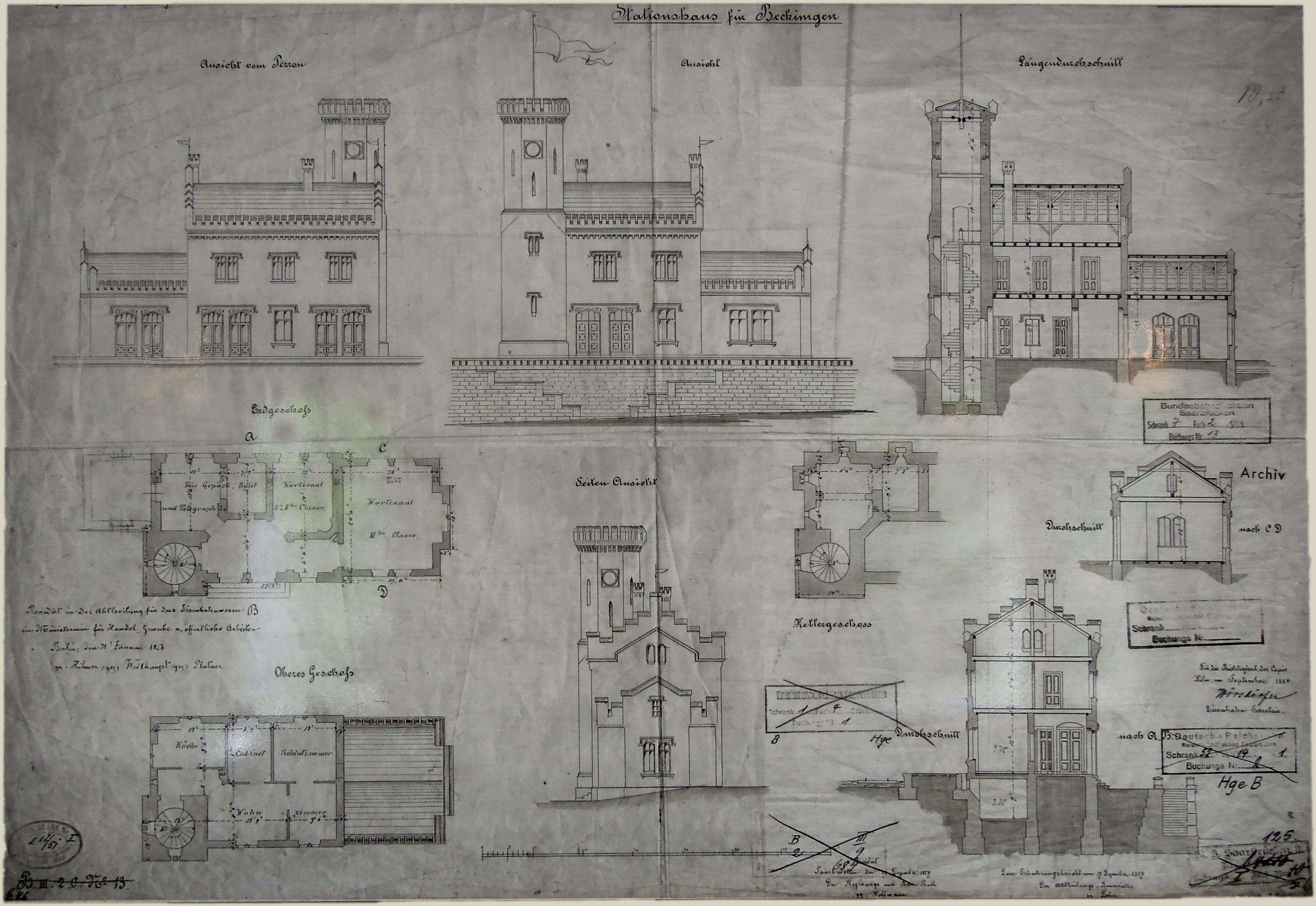
Beckingen Bahnhof, Entwurfszeichnung

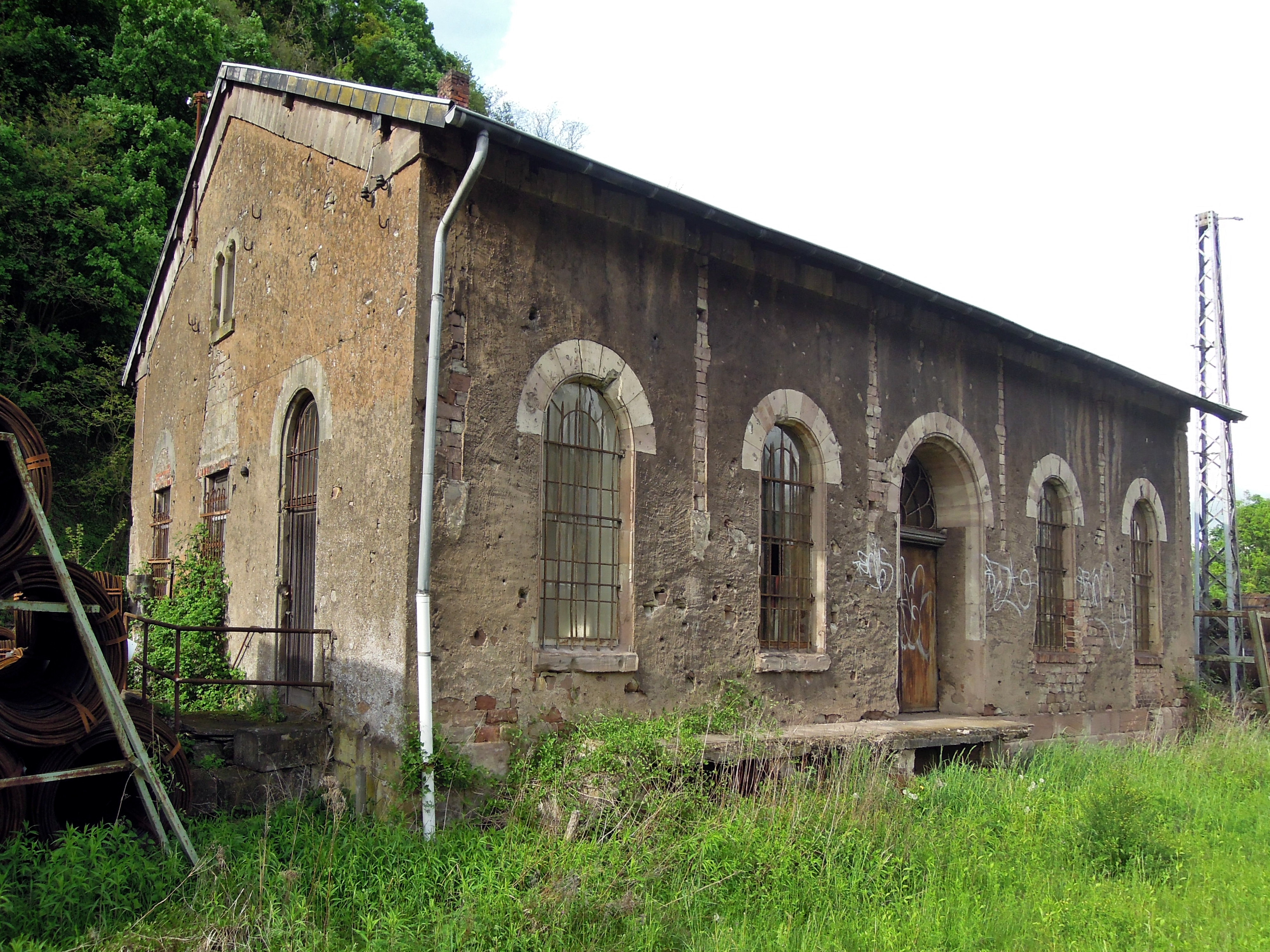
Güterhalle des Bahnhofs Beckingen im Rundbogenstil

Die Baupläne reichte am 17. Dezember 1857 der damalige Abteilungs-Baumeister Otto Lieber ein. Lieber, der mit dem Eisenbahnbau an die Saar gekommen war, wurde im Jahr 1865 Kreisbaumeister in Mülheim an der Mosel und im Jahr 1869 Bauinspektor in Saarbrücken. Im Jahr 1873 kehrte er nach Düsseldorf zurück, wo er zunächst Regierungs- und Baurat, dann Geheimer Baurat wurde. Im Jahr 1892 ging er in den Ruhestand. Lieber ist auch der entwerfende Architekt des am 9. August 1874 eingeweihten Saarbrücker Winterbergdenkmals.
An Heiligabend 1857 wurden die von Lieber angefertigten Pläne zum Beckinger Bahnhofsgebäude in Saarbrücken revidiert und am 21. Januar 1858 in der Abteilung für Eisenbahnwesen im Ministerium für Handel, Gewerbe und öffentliche Arbeiten in Berlin freigegeben. Das Stationshaus wurde noch in den Jahren 1858/1859 fertig gestellt. Am 26. Mai 1860 wurde die Saarstrecke feierlich eröffnet – spätestens ab diesem Zeitpunkt besaß der Bahnhof auch eine Telegraphenstation.
Da Beckingen lediglich Haltestelle der 3., der untersten Kategorie, war und folglich nur für einen einfachen Typenbahnhof vorgesehen war, wie er sich an der Saarstrecke mehrfach fand und wie er sich beispielsweise mit dem Bahnhof Wiltingen zwischen Saarburg und Konz erhalten hat, ist es erstaunlich, dass Lieber in Beckingen den Bahnhof aufwändig in der Manier eines romantischen Ritterschlosses erbauen konnte. Wer hierfür den Impuls gab und die erheblichen notwendigen Mehrkosten bewilligte, bleibt unbekannt. In der amtlichen preußischen Zeitschrift für das Bauwesen aus dem Jahr 1863 wird der kleine Beckinger Bahnhof in einem größeren Artikel über die Saarstrecke ausdrücklich erwähnt: „Am Ende der Section liegt die Haltestelle Beckingen an einem sehr romantischen Punkte des hier sich besonders lieblich gestaltenden Saar-Thales, …“ Der Bahnhof Beckingen wird im Artikel auch mit Grundriss und Fassadenplan eigens hervorgehoben.

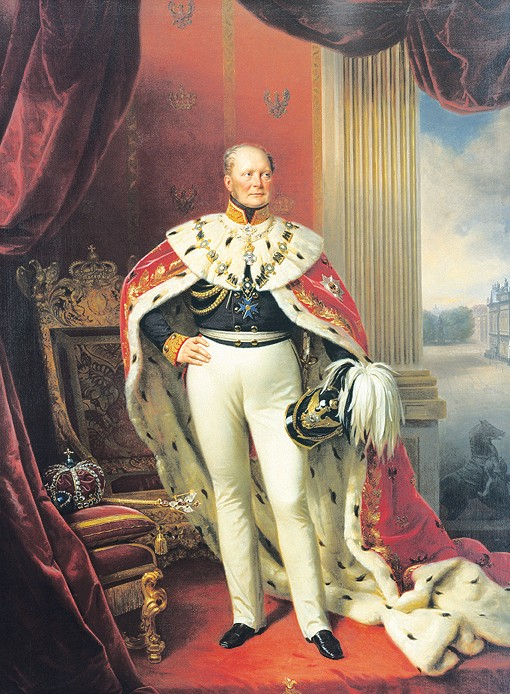
Friedrich Wilhelm IV. von Preußen (1795–1861, Regierung 1840–1861)

Zur Erklärung der Ausnahmestellung des Beckinger Baus gibt es keine stichhaltig nachweisbaren Belege, sondern lediglich Vermutungen, die besagen, dass der preußische König Friedrich Wilhelm IV., den man auch als „Romantiker auf dem Hohenzollernthron“ bezeichnet, durch entsprechende Anregungen Einfluss auf die Gestaltung des Bahngebäudes in Beckingen genommen haben könnte. Friedrich Wilhelm IV. hatte Beckingen und seine Umgebung bereits als Kronprinz und später als König besucht und wohl auch näher kennen gelernt. Seinem jüngeren Bruder und Nachfolger in der preußischen Regentschaft, Wilhelm, dem späteren deutschen Kaiser, war es am 14. Januar 1814 zusammen mit den preußischen Truppen unter General Ludwig Yorck von Wartenburg nach tagelangen vergeblichen Mühen gelungen, die Saar bei Beckingen, in der Nähe des späteren Bahnhofsgeländes, während heftigen Eisganges mittels einer provisorischen Bockbrücke zu überqueren, um im Rahmen der Befreiungskriege der Herrschaft Napoleons nach der Völkerschlacht bei Leipzig ein Ende zu bereiten.
Eventuell könnte die gotisierende burgenähnliche Architektur des Bahnhofs als Reminiszenz an die Geschichte Beckingens als Kommende des Deutschen Ritterordens gedeutet werden. Die Beckinger Kommende, die im 13. Jahrhundert errichtet wurde, war während der Französischen Revolution in den Jahren 1762/1793 durch den französischen Staat zwangsaufgelöst worden. Aus dem Territorium des Deutschen Ordens im Baltikum (Deutschordensstaat) war das Herzogtum Preußen und schließlich das Königreich Preußen hervorgegangen. So könnte das Bahnhofsgebäude als architekturgewordene geschichtliche Verbindung der alten preußischen Gebiete im Osten und der durch den Wiener Kongress neuerworbenen Territorien Preußens an der Saar verstanden werden.
Ein weiterer Mittelalterbezug des Gebäudes ist die malerische Point-de-vue-Wechselwirkung des Turmes des Beckinger Bahnhofs mit dem Turm der nahegelegenen Siersburg auf der anderen Saarseite. In seiner Positionierung zwischen Flusslandschaft und bewaldetem Berghang sowie in seiner architektonischen Silhouette (linksstehender polygonaler Zinnenturm mit Fahnenmast, zinnenbewehrte „Palas“-Gebäude, gotische Fenster) erinnert der kleine Beckinger Bahnhof in stark abstrahierender Weise an Friedrich Wilhelms IV. neogotisches Schloss Stolzenfels, dem herausragendsten Werk der Rheinromantik, das in den Jahren 1836 bis 1847 entstanden war.

### Erweiterung

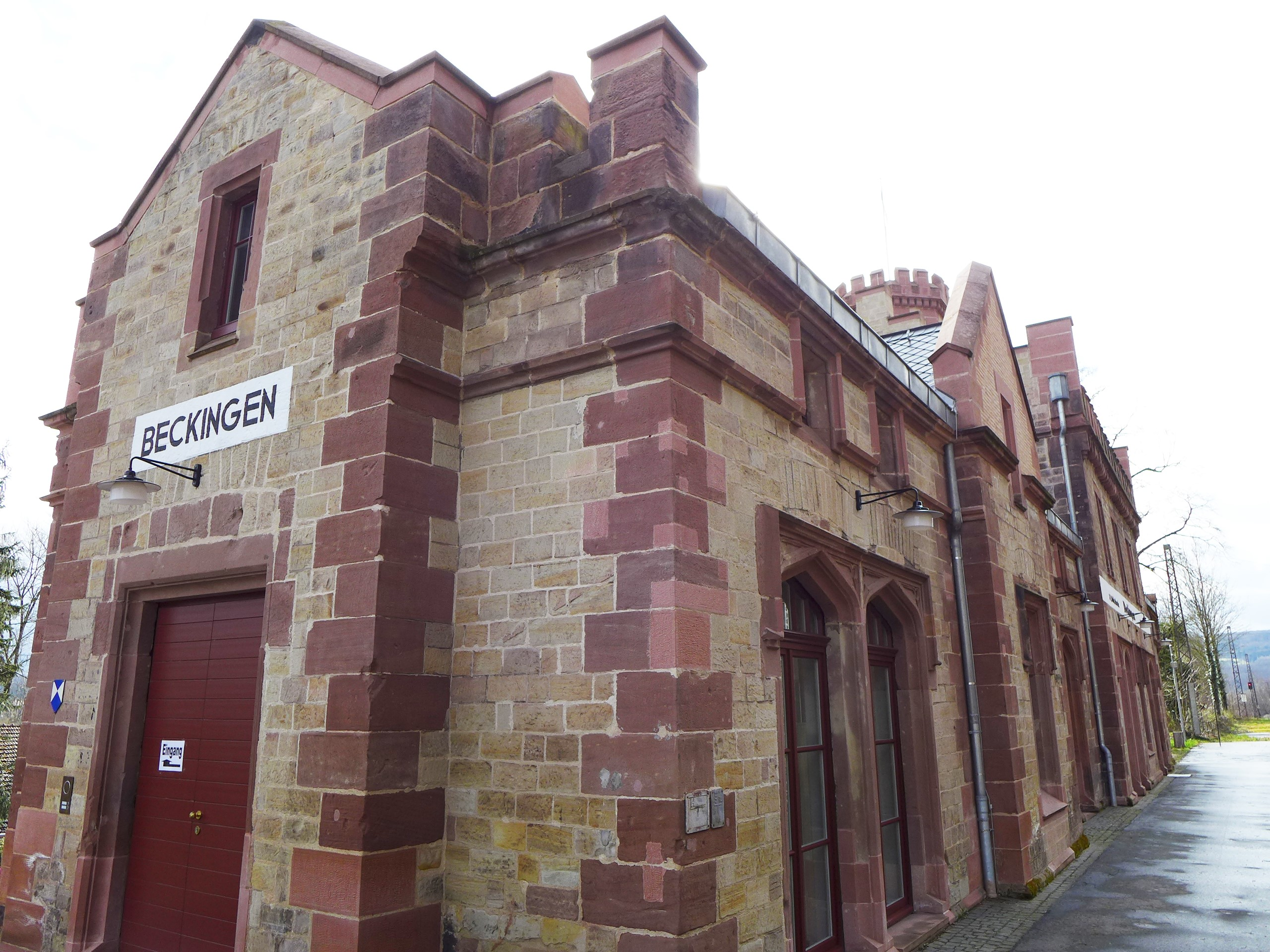
Bahnhof Beckingen (Saar), neogotischer Erweiterungsflügel von 1890

Um das Jahr 1890 wurde das Bahngebäude um zwei äußere Achsengebäude in neogotischen Formen erweitert.

### Zerstörung im Zweiten Weltkrieg
Während der heftigen Kämpfe der Jahre 1944/1945 verlor der Bahnhof seinen markanten Turm und war schwer beschädigt worden. Im Spätherbst 1944 hatten sich die US-Streitkräfte an der linken Saarseite im Bereich zwischen Rehlingen, Eimersdorf und Fremersdorf festgesetzt und beschossen von dort aus Beckingen und das Haustadter Tal. Der Übergang über die Saar und die verlustreiche Eroberung der rechten Saarseite gelang im März 1945.

### Provisorischer Wiederaufbau

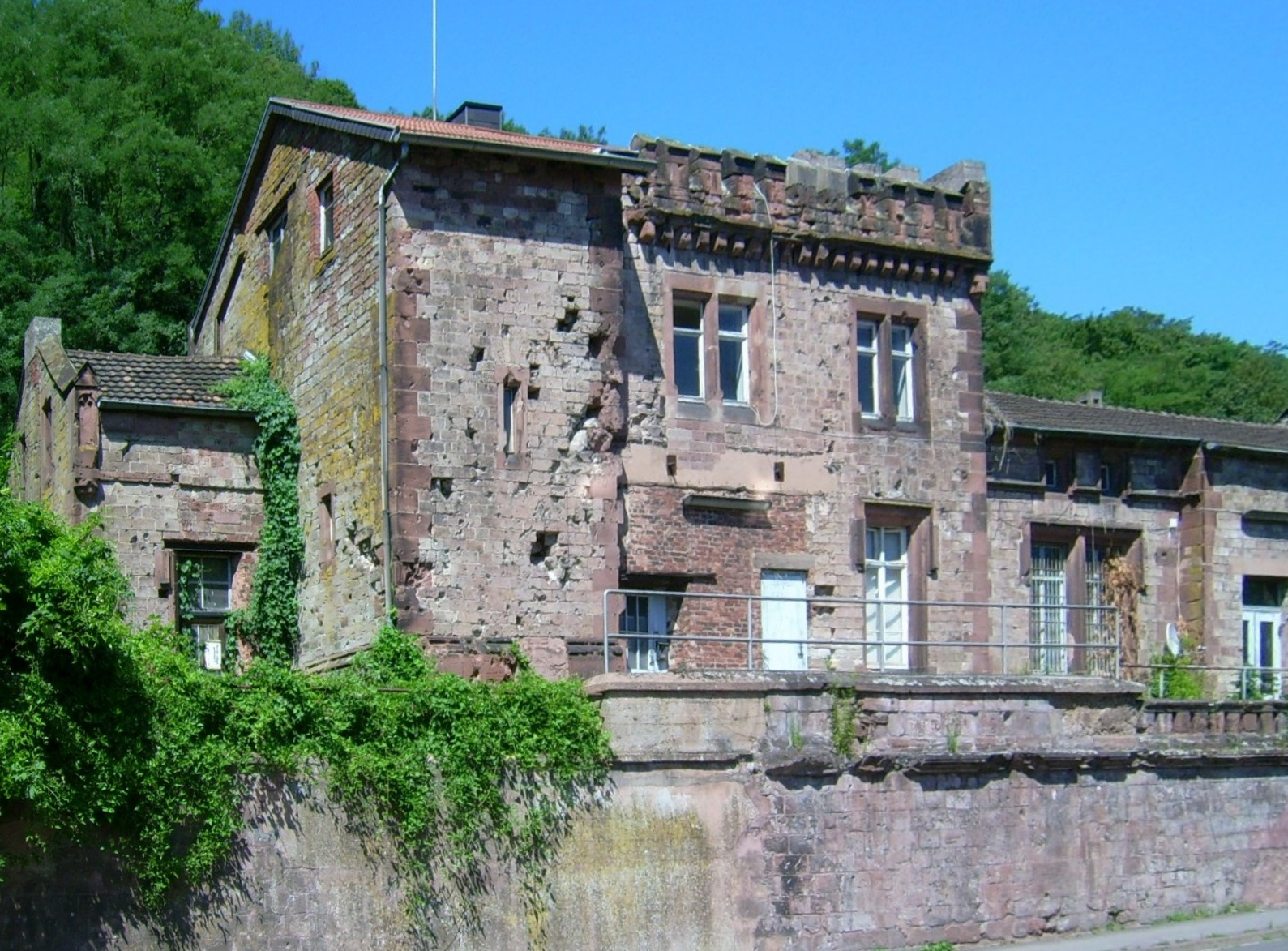
Das Empfangsgebäude vor der Restaurierung mit provisorisch abgedecktem Turmstumpf, Aufnahme 2006

Die Nachkriegszeit brachte eine entstellende und provisorische Wiederherstellung der Gesamtanlage mit sich. Der oktogonale Turmaufbau wurde dabei nicht wieder rekonstruiert und sein erhaltener quadratischer Turmstumpf nur mit einem provisorischen Pultdach versehen. Durch die Verlegung der Bahnsteige im Jahr 2001 und die Auslagerung der Sicherungstechnik verlor das Liebersche Bahnhofsgebäude jegliche Funktion und verwahrloste, so dass ein Abbruch immer wahrscheinlicher zu werden schien.

### Restaurierung und Neunutzung

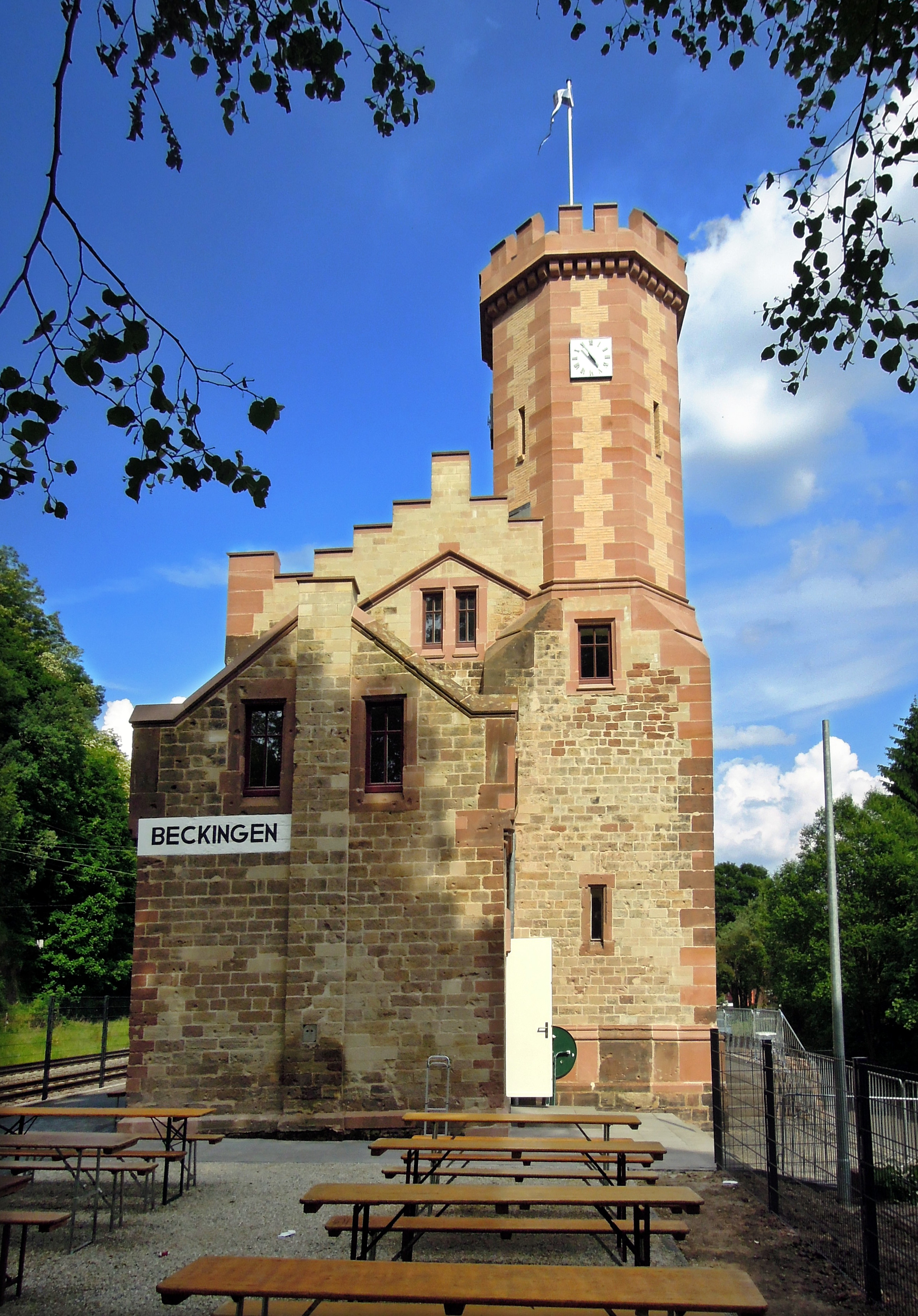
Beckingen Bahnhof, Uhrturm und Anbau von 1890

Nachdem bereits frühere Bemühungen, die sich den Erhalt und die Restaurierung des Bahnhofs zum Ziel gesetzt hatten, keine Fortschritte erzielen konnten, ergriff die Gemeinde Beckingen die Initiative zur Instandsetzung und Neunutzung des historischen Bahnhofsensembles. Die Gemeinde richtete einen Antrag auf Eigentumsübertragung des Bahnhofsgebäudes an die Deutsche Bahn AG, wozu die saarländische Landesregierung unter der Voraussetzung, dass ein annehmbares Nutzungskonzept des sanierten Bahngebäudes erstellt werde, finanzielle Zuschüsse in Aussicht stellte. Ende des Jahres 2004 beauftragte man das „Europäische Tourismus Institut“ (ETI) an der Universität Trier mit der Erstellung eines Gutachtens über eine mögliche touristische Nutzung des Bahnhofsareals. Das Landesdenkmalamt des Saarlandes gab im Jahr 2005 eine Schadenskartierung und Kostenschätzung für das Bahnhofsgebäude in Auftrag.
Nachdem der Beckinger Gemeinderat im April 2008 einstimmig beschlossen hatte, das historische Bahngebäude mit anliegendem Gelände von der Deutschen Bahn AG zu einem symbolischen Preis von 1 € zu erwerben, erfolgte mit der Grundsteinlegung im Mai 2009 schließlich der Beginn der Restaurierungsarbeiten am Bahnhofsgebäude. Geplant und durchgeführt wurden die Um- und Ausbaumaßnahmen durch den aus Dillingen stammenden Architekten Calogero Cascino (* 1960) in Zusammenarbeit mit dem Landesdenkmalamt des Saarlandes.
Nach der Entkernung des Empfangsgebäudes wurde dessen ursprüngliche Raumaufteilung im Erd- und Obergeschoss der neuen Nutzung entsprechend verändert. Die Arbeiten, die in den Jahren 2009 bis 2014 durchgeführt wurden, galten ebenso der Sandsteinfassade, die in traditioneller Steinmetzarbeit repariert und ergänzt wurde. Für die völlig neu wieder zu errichtenden Bauteile, den Turm und die Zwerchgiebel am Wartesaalanbau, wurde ein farblich angepasster Klinker anstelle eines Sandsteinmauerwerks gewählt, um diese Ergänzungen für den Betrachter als restauratorische Zutat ablesbar zu gestalten. Die Eindeckung mit Schiefer und die Neuanfertigung von Holzfenstern in Anlehnung an solche aus der Bauzeit ergänzte die Sanierung. Ebenso wurden die Zinkdruckschrift am Bahnsteig (um 1880) oder der Taxi-Telefonkasten (um 1960) in die Restaurierungsmaßnahme miteinbezogen. Die bauliche Rekonstruktion des Bahngebäudes begann mit dem Wiederaufbau des Turmes und der Sanierung der durch Witterungseinflüsse und Kriegseinwirkung stark beschädigten Sandsteinfassade. Diese beiden Bauabschnitte waren Mitte 2012 weitestgehend beendet. Die Außenarbeiten am und um den Alten Bahnhof, so die Restaurierung der Sandsteinstützmauer dauerten bis zum Februar 2014.
Das weitgehend verlorene Innere des neogotischen Gebäudes wurde unter Wahrung des Typengrundrisses im Erdgeschoss in zurückhaltenden Formen modern gestaltet, ebenso die Außentüren. Im Herbst 2013 wurde mit dem Informationszentrum zum Naturschutzgebiet Wolferskopf und der Tourismuszentrale der Gemeinde Beckingen die künftige Nutzung des Lieberschen Bahnhofsgebäudes aufgenommen. Der große Raum im Obergeschoss dient als Trauzimmer der Gemeinde. Obwohl die Restaurierungsarbeiten im Außenbereich zu diesem Zeitpunkt noch nicht abgeschlossen waren, fand bereits am 8. Juni 2013 die offizielle Eröffnung des restaurierten Bahnhofsgebäudes statt.
Die restlichen Arbeiten am Außengelände (Mauer. Geländer) erfolgten 2014.

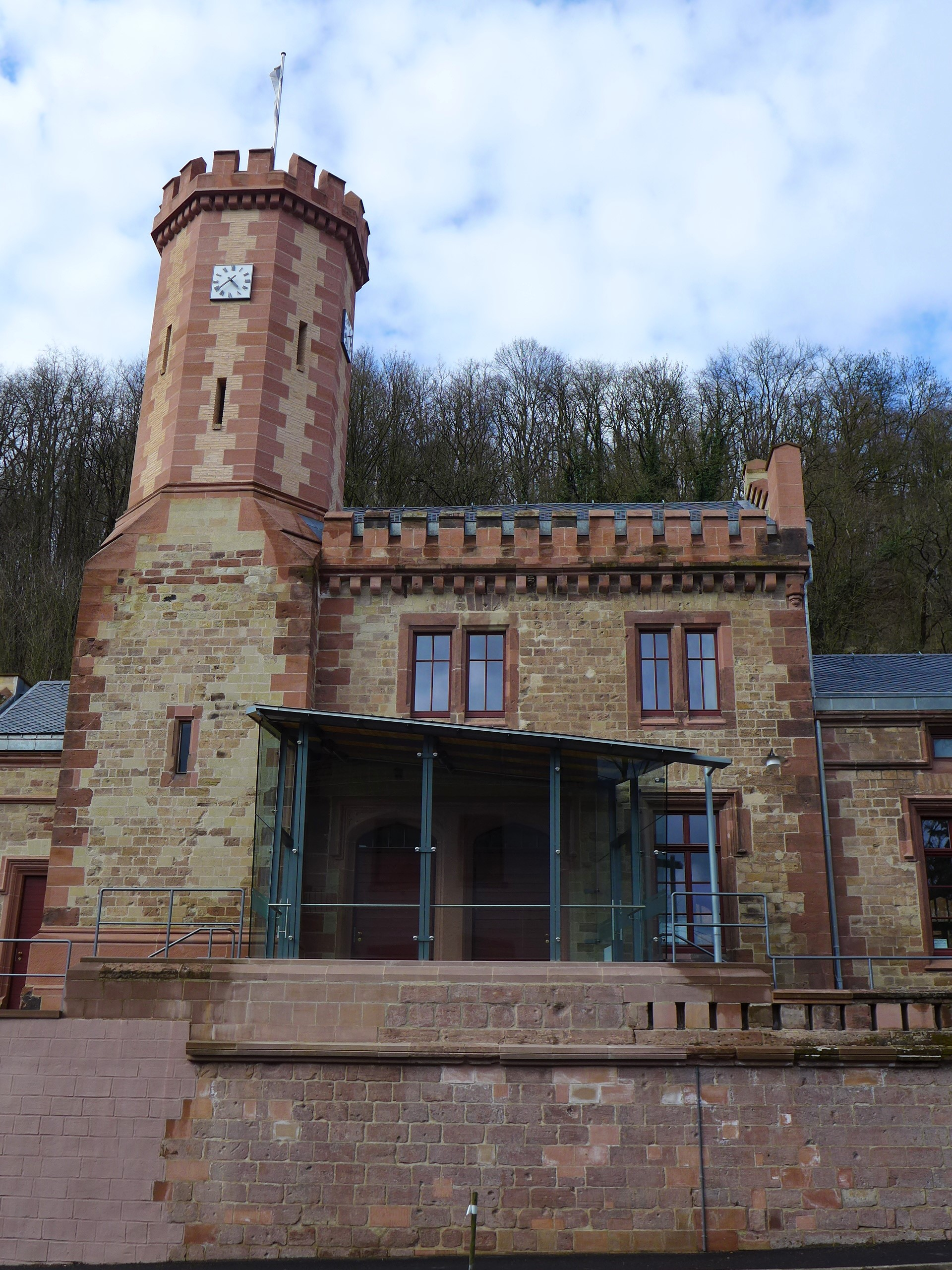
Bahnhof Beckingen (Saar) mit moderner gläserner Vorhalle

Zu den etwa 2,2 Mio. € Gesamtkosten der Maßnahme gewährte die saarländische Landesregierung Fördermittel in Höhe von 1,15 Mio. €. Der Zweckverband Wolferskopf beteiligte sich mit 150.000 € als im Voraus gezahlte Miete. Für die Gemeinde Beckingen verblieben somit noch rund 900.000 € zu finanzieren.

## Empfangsgebäude

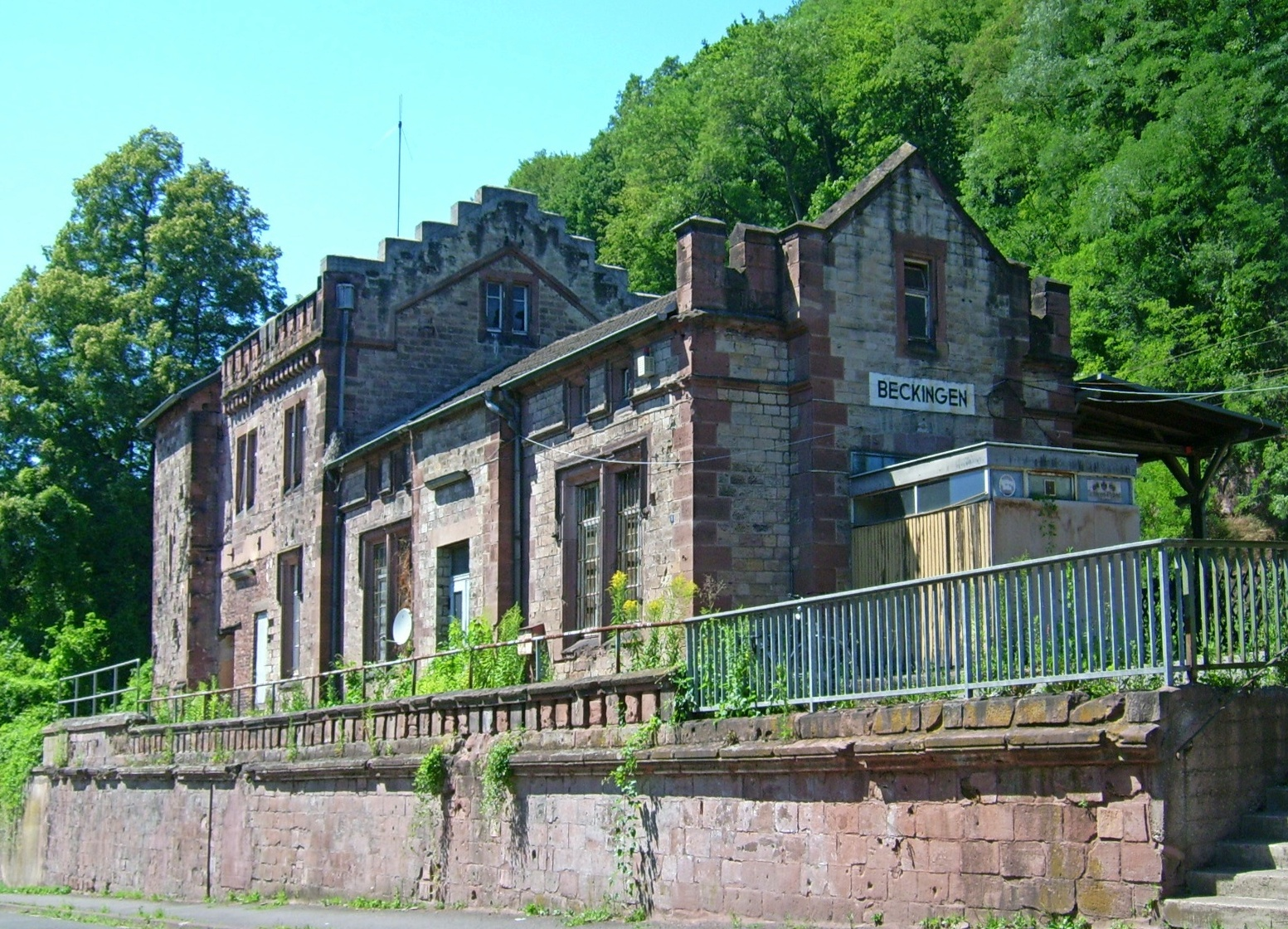
Bahnhof Beckingen im Zustand des Jahres 2009

Das Gebäude ist in die Liste der Denkmäler der Gemeinde eingetragen (siehe Liste der Baudenkmäler in Beckingen). Die Gemeinde erwarb das Gebäude im Jahr 2009 von der Deutschen Bahn zum symbolischen Preis von einem Euro.
Der ursprüngliche Zugang zum Eingang des Beckinger Stationsgebäudes führte von der Bahnhofstraße über eine in die Stützmauer eingebettete zweiarmige Treppenanlage zu dem höher gelegenen Bahnhofsvorplatz. Diese Treppe ist bis heute erhalten und nach ihrer Restaurierung einseitig wieder begehbar. Die Stützmauer trägt als oberen Abschluss eine Balustrade, bestehend aus einer Reihe niedriger rechteckiger Säulen, die durch eine Abdeckung aus Sandsteinplatten miteinander verbunden sind.
Typische Kennzeichnung kleinerer Bahnempfangsgebäude im 19. Jahrhundert war ein symmetrischer Grundriss. In Beckingen hatte man sich, von diesem Schema abweichend, von der Gestaltung einer mittelalterlichen Burg romantisierend inspirieren lassen. Die malerische Asymmetrie der Gebäudeanlage, die sich – mit der Eisenbahnentwicklung von England kommend – allgemein erst nach 1870 durchsetzte, wurde hier in Anlehnung an eine mittelalterliche Burganlage bewusst als Stilmittel eingesetzt. Die pittoreske Anlage des Beckinger Bahnhofsgebäudes nimmt ebenso Elemente des mehrtürmigen, zinnengeschmückten ersten Saarbrücker Hauptbahnhofgebäudes des Jahres 1852 auf.
Das Bahngebäude wird von einem 20 Meter hohen Turm dominiert, der mit Fensteröffnungen in Form von Schießscharten und einem abschließenden Zinnenkranz an der Spitze versehen ist. Im obersten Stockwerk ist an den vier Außenmauern jeweils eine runde Bahnhofsuhr angebracht. Das Turminnere beherbergte die an langen Ketten hängenden Gewichte der mechanischen Bahnhofsuhr. Diese mussten durch ihre Länge entsprechend seltener per Hand wieder hochgezogen werden.
Das dem Turm südöstlich angebaute zweigeschossige Gebäude besitzt auf Vorder- und Rückseite über dem Traufgesims, das durchgehend auf steinernen Konsolen aufgesetzt einen Mauervorsprung bildet, eine steinerne Zinnenreihe, die nach außen abgeschrägten sind und über die Dachtraufe hinausragen. Die Giebel des Gebäudes schließen treppenförmig als Stufen- oder Staffelgiebel.

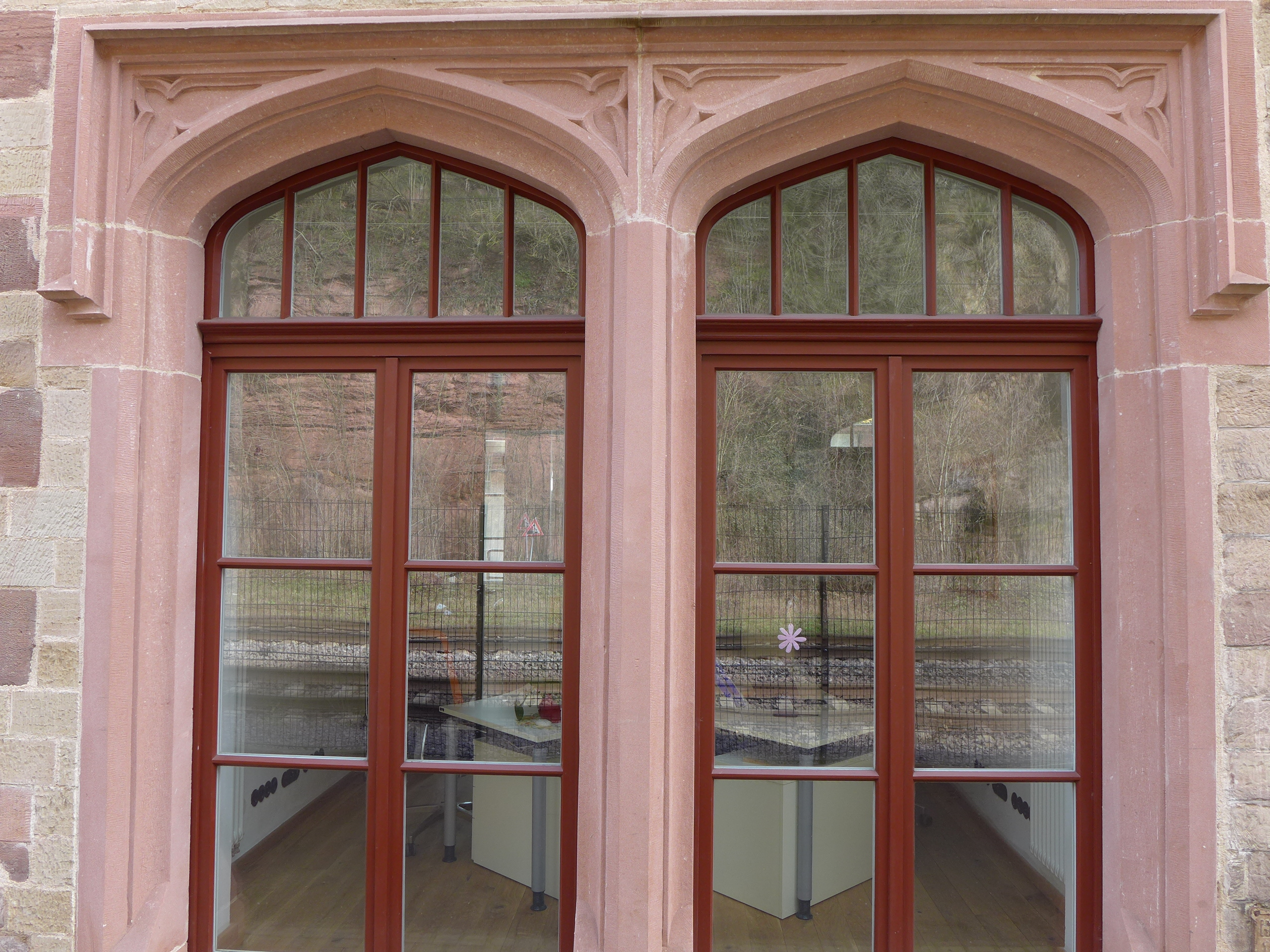
Bahnhof Beckingen (Saar), Tudorbögen

Das Bahngebäude besitzt auf der Vorder- und Rückseite rechteckige Einfach- und Zwillingsfenster mit Sohlbänken und Bügelverdachungen. Die Bügelverdachung schließt die Fenster an der Oberkante in Form steinerner Profilleisten, die noch ein kurzes Stück seitlich der Fensteröffnung nach unten gezogen sind, ab. Dieses Dekorelement ist beispielhaft für die Tudorgotik und wurde von der deutschen Neogotik imitierend aufgegriffen. Durch verschiedene Einzelelemente der Fassaden, die Fenster und die Tudorbögen lässt sich der Gesamtbau dem Stil des englischen Gothic Revival zuordnen.
Um das Jahr 1890 wurde das Bahngebäude um zwei Achsen erweitert. Da man jedoch auch hier in neogotischen Formen baute, wurde das pittoreske Gesamtbild der Anlage kaum gestört.
Schießschartenartige Fensterschlitze am markanten, 20 m hohen Turm, die als Zinnenkranz gestalteten Gesimse, gotische Bögen und das rustikale Sandsteingemäuer lassen den Gebäudekomplex von seiner äußeren Gestalt an eine mittelalterliche Burganlage erinnern. Die benachbarte Ruine der Siersburg auf der gegenüberliegenden Saarseite sowie andere Saarburgen könnten als architektonische Inspirationsquelle gedient haben.
Der Grundriss ist wohlproportioniert und erfüllte alle Bedürfnisse, die an einen kleinen Bahnhof gestellt werden können: Die Vorhalle führte rechter Hand in die beiden Warteräume erster und zweiter Klasse mit jeweils direktem Zugang zum Hausbahnsteig. In der Mitte befand sich der Fahrkartenschalter und linker Hand die Gepäckaufbewahrung, ebenfalls mit einem Ausgang zum Bahnsteig.

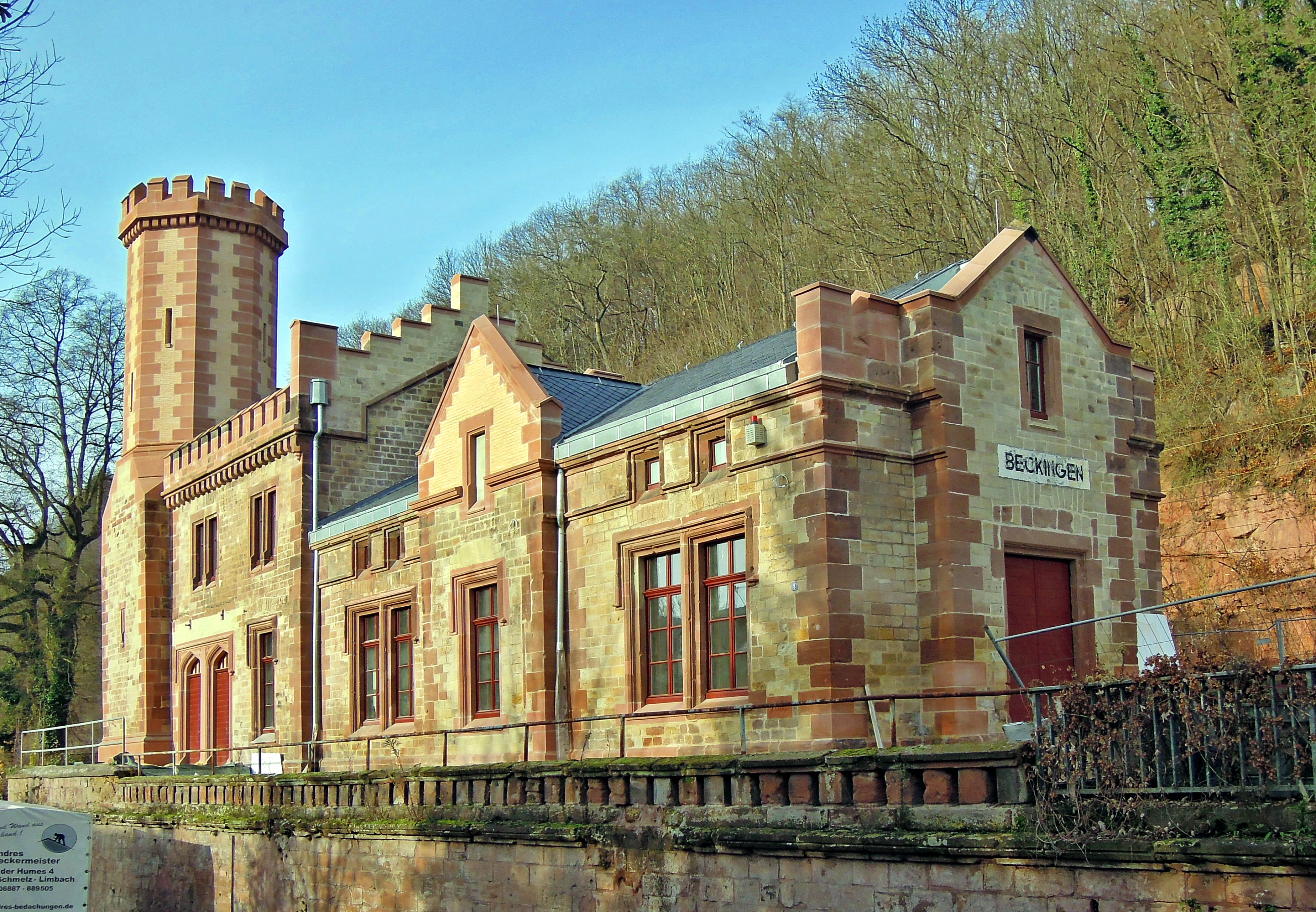
Zustand im Dezember 2012

Ein in der Zeit nach dem Zweiten Weltkrieg angebrachtes Vordach am Bahnsteig wurde wie auch andere spätere Umbauten ohne Rücksicht auf die ursprünglichen architektonischen und stilistische Gegebenheiten errichtet.

## Verkehr
Der Bahnhof Beckingen an der Saarstrecke liegt im Gebiet des Saarländischen Verkehrsverbundes und liegt in der Wabe 211 (Beckingen).
Er wird von den folgenden Linien bedient:
Zugverkehr:
| Linie                    | Linienbezeichnung               | Linienverlauf |
| ------------------------ | ------------------------------- | --- |
| RE 1                     | Südwest-Express (einzelne Züge) | Koblenz Hbf – Cochem – Wittlich Hbf – Trier Hbf – Saarburg (Bz Trier) – Merzig (Saar) – Beckingen (Saar) – Dillingen (Saar) – Saarlouis Hbf – Völklingen – Saarbrücken Hbf – Homburg (Saar) Hbf – Landstuhl – Kaiserslautern Hbf – Neustadt (Weinstr) Hbf – Ludwigshafen (Rhein) Mitte – Mannheim Hbf |
| RB 71                    | Saartal-Bahn                    | Trier Hbf – Saarburg (Bz Trier) – Merzig (Saar) – Beckingen (Saar) – Dillingen (Saar) – Saarlouis Hbf – Saarbrücken Hbf – St. Ingbert – Homburg (Saar) Hbf |
| RB 70                    | Saartal-Bahn                    | Merzig (Saar) – Beckingen (Saar) – Dillingen (Saar) – Saarlouis Hbf – Saarbrücken Hbf – St. Ingbert – Homburg (Saar) Hbf – Landstuhl – Kaiserslautern Hbf |
| Stand: 15. Dezember 2024 |                                 | |

Busverkehr:
| Linie | Linienverlauf | Betreiber  |
| ----- | --- | ---------- |
| 230   | (Merzig – Harlingen – Bietzen – Menningen – Saarfels —) Beckingen – Haustadt – Honzrath – Erbringen – Hargarten – (Rissenthal) – Reimsbach – Oppen – Wahlen – Niederlosheim – Losheim am See                                           | VMW mbh    |
| 231   | (Saarlouis —) Dillingen – Beckingen – Haustadt (/ Düppenweiler) – Honzrath – Erbringen (— Hargarten – Rissenthal /) Reimsbach – Oppen (— Wahlen)                                                                                       | VMW mbh    |
| 232   | (Merzig – Rehlingen —) Beckingen – Düppenweiler | VMW mbh    |
| 233   | Dillingen – Beckingen – (Rehlingen /) – Saarfels – Menningen – Bietzen – Harlingen – Merzig | VMW mbh    |
| 238   | (Grundschulverkehr Düppenweiler) (Beckingen —) Haustadt – Honzrath – Düppenweiler | VMW mbh    |
| 246   | Merzig – Hilbringen – Mechern – Fremersdorf – Rehlingen – Beckingen – Dillingen | VMW mbh    |
| 411   | Eimersdorf / Gerlfangen – Siersburg – Rehlingen – Beckingen – Dillingen – Wallerfangen – Saarlouis | KVS GmbH   |
| 462   | (einzelne Fahrten) Gerlfangen – Eimersdorf – Siersburg – Rehlingen – Beckingen – Dillingen | KVS GmbH   |
| N5    | (Nachtbus an Wochenenden) Saarbrücken – Hostenbach – Schaffhausen – Wadgassen – Bous – Ensdorf – Lisdorf – Saarlouis – Roden – Dillingen – Beckingen – Saarfels – Fremersdorf Bahnhof – Merzig – Besseringen – Mettlach – Saarhölzbach | Saar-Mobil |

## Unfall vom 11. Mai 1970
Ein schwerer Unfall ereignete sich am 11. Mai 1970, bei dem nach einem Erdrutsch, ausgelöst durch heftigen, zwei Tage andauernden Regenfall, fünf Menschen zu Tode kamen. Ein Eilzug entgleiste und zertrümmerte den letzten Wagen eines entgegenkommenden Personenzuges.

## Saargarten Beckingen
Zur Gestaltung des Bahnhofsumfeldes wurde im Jahr 2010 der sogenannte „Saargarten“ angelegt.
Er erstreckt sich zwischen dem Bahnhofsgebäude und der Saar auf einer Fläche von 32.000 m². Das Parkgelände ist mit Skulpturen und Plastiken verschiedener internationaler und nationaler Künstler gestaltet. Ein Kinderspielplatz, eine Sportanlage, eine Gaststätte sowie Picknickplätze wurden zum Zweck der Naherholung eingerichtet. Die Parkanlage ist Teil der Gärten ohne Grenzen, einem Tourismus-Projekt im Dreiländereck Saarland, Lothringen und Luxemburg, das seit November 1998 grenzüberschreitend, und damit dem europäischen Gedanken verbunden, historische restaurierte Gartenanlagen unterschiedlicher Epochen oder aktuelle Themengärten präsentiert.

Saargarten vor dem Bahnhofsgebäude
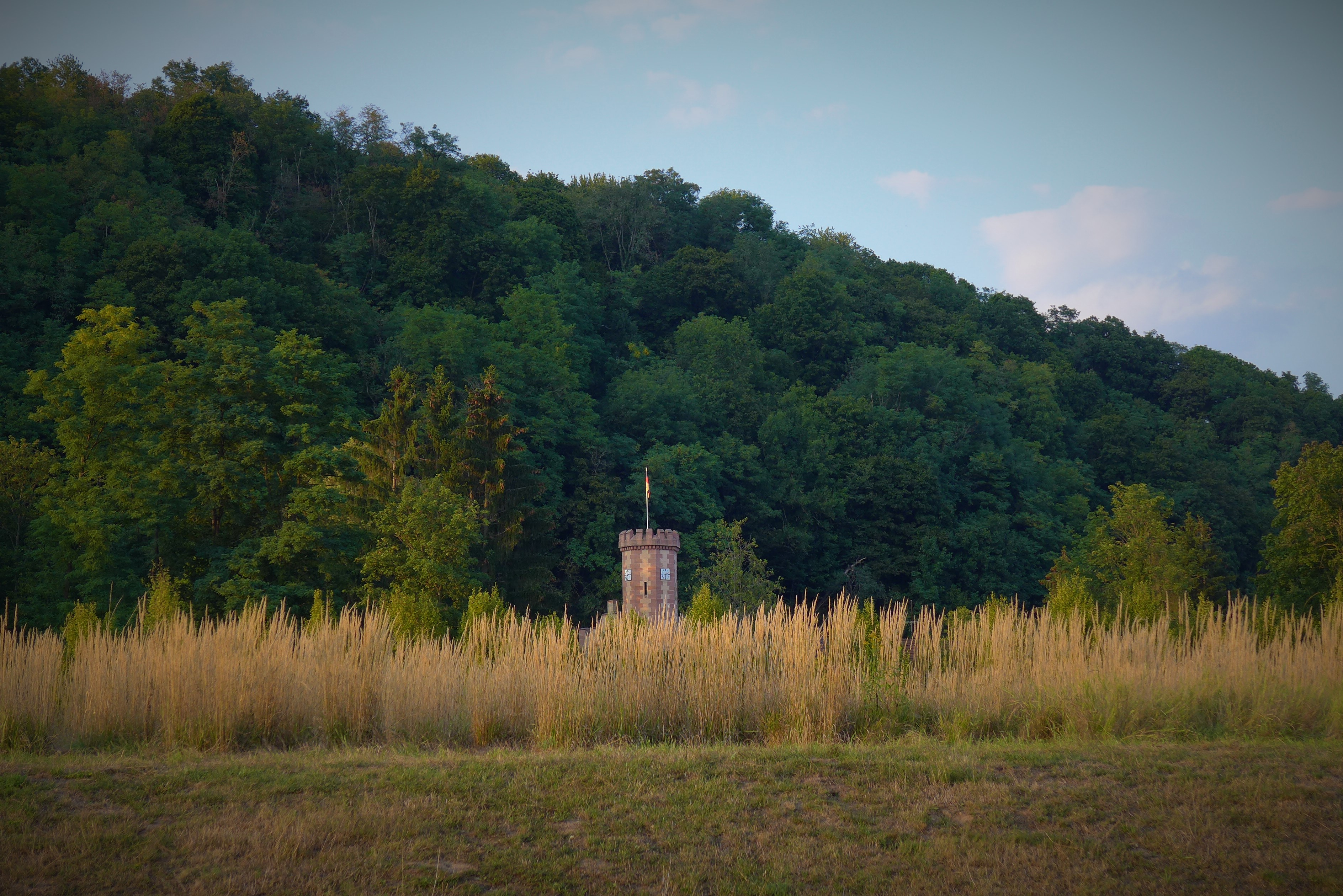
Blick von der Saar auf den Bahnhofsturm
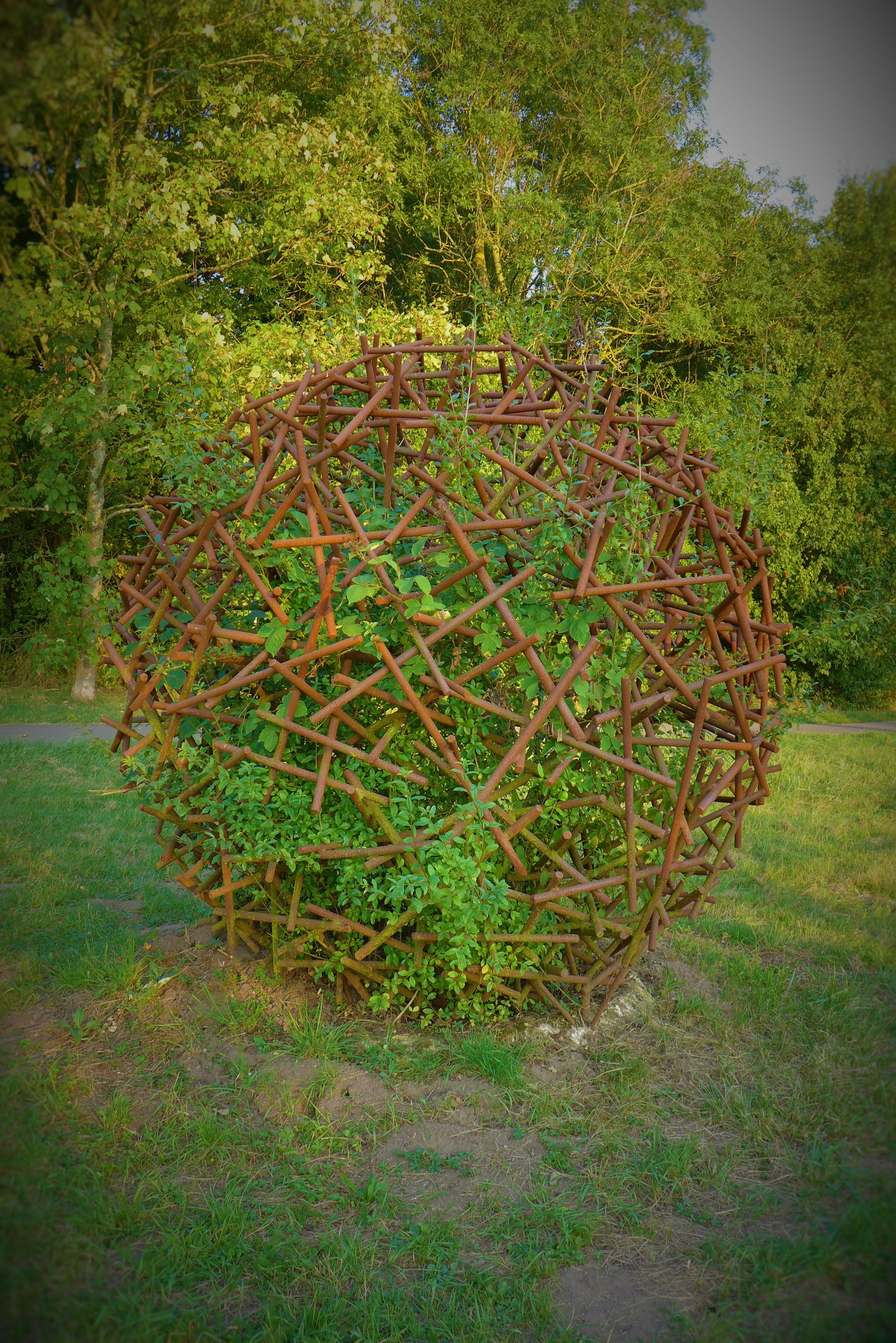
Metallplastik, Werner Bitzigeio, „Stille“, 2008, Stahl, Durchmesser 2,50 m
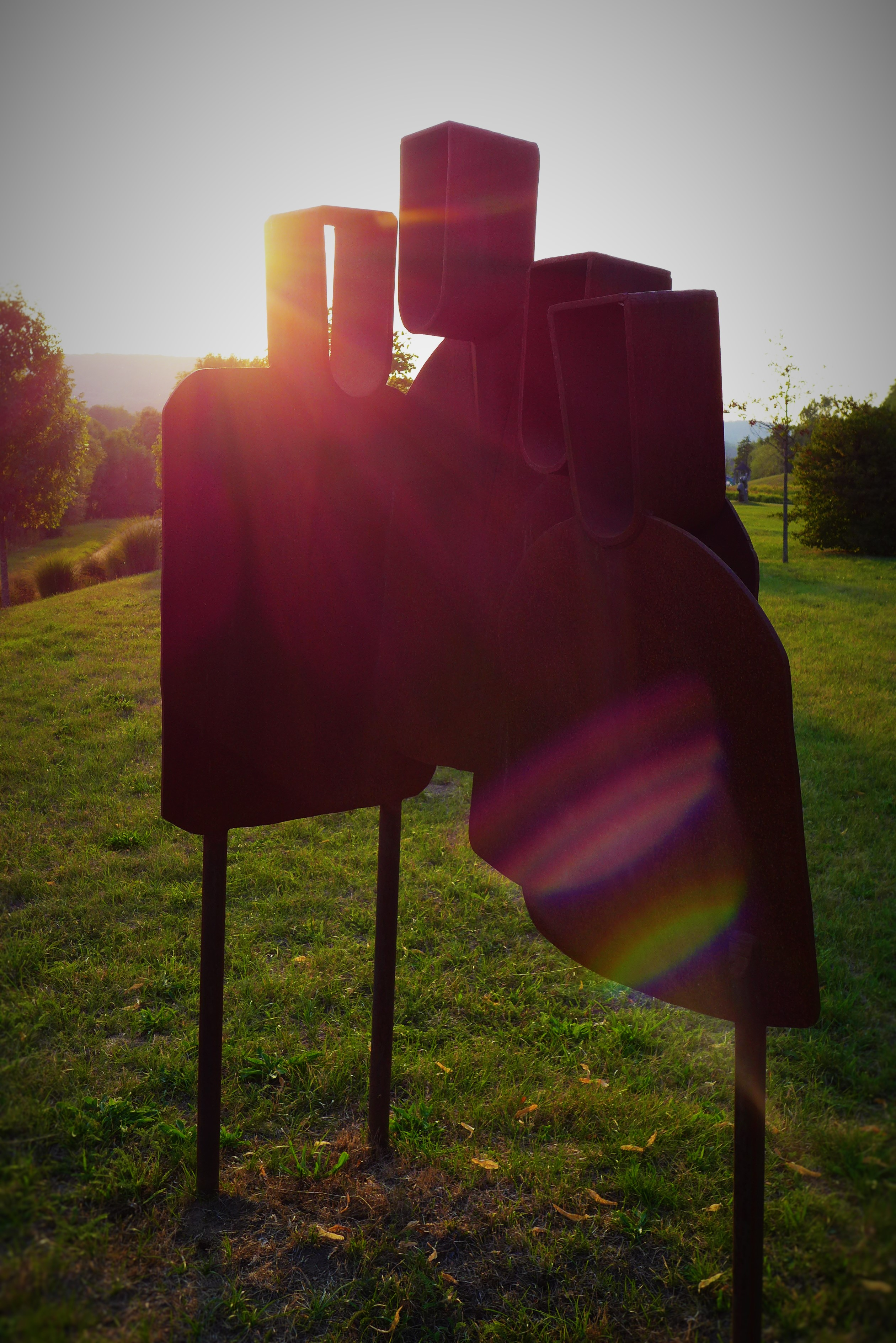
Metallplastik,  Hubertus Jacobs, „Vertrauliches Gespräch“, 2008 Stahl, 2,40 × 1,40 × 0,70 m
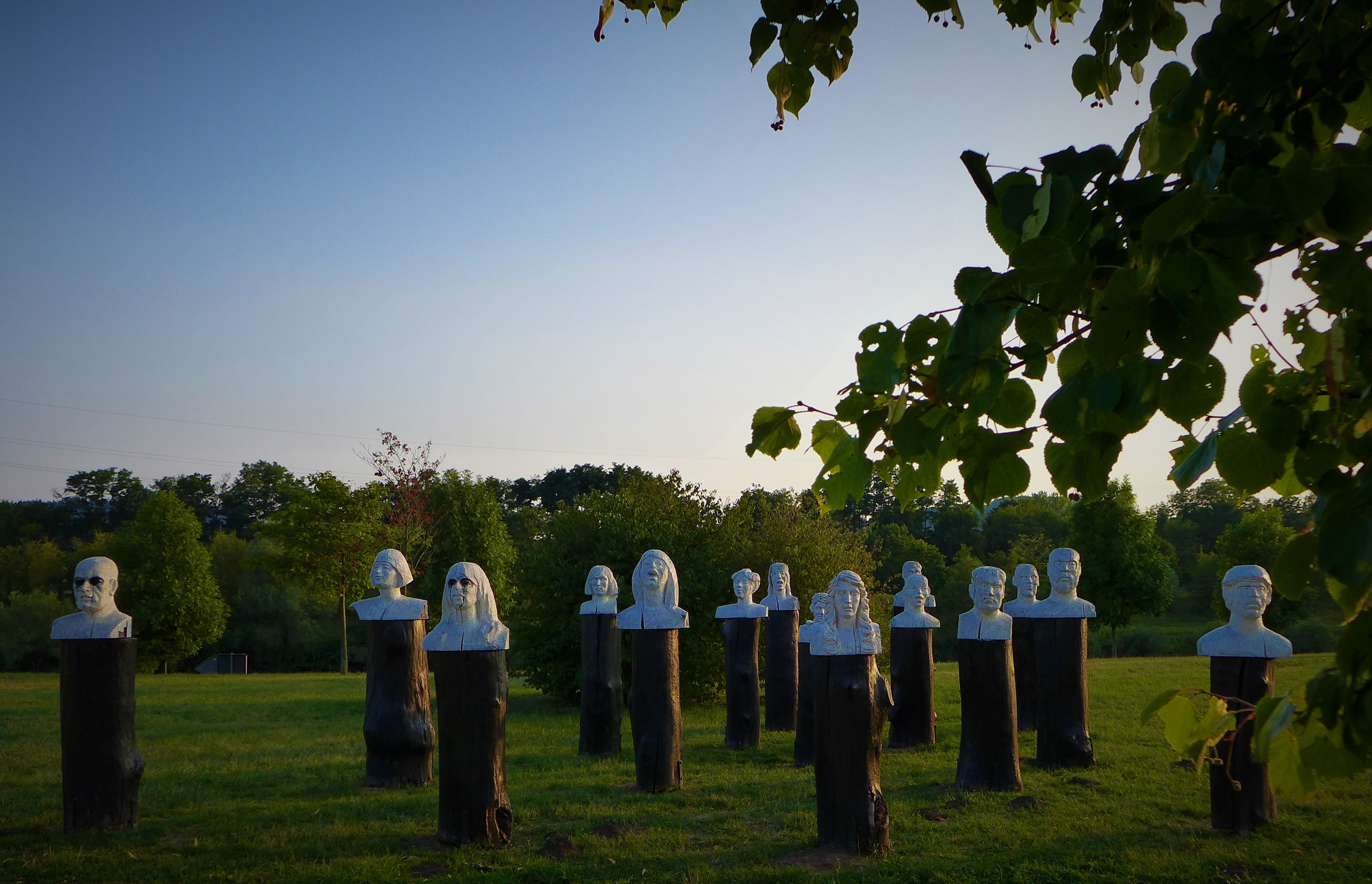
Holzskulpturengruppe, Laura Danzi, „Keine Betonköpfe“, 2010, Eiche, 15-teilig, 2,10 × 8 × 8 m
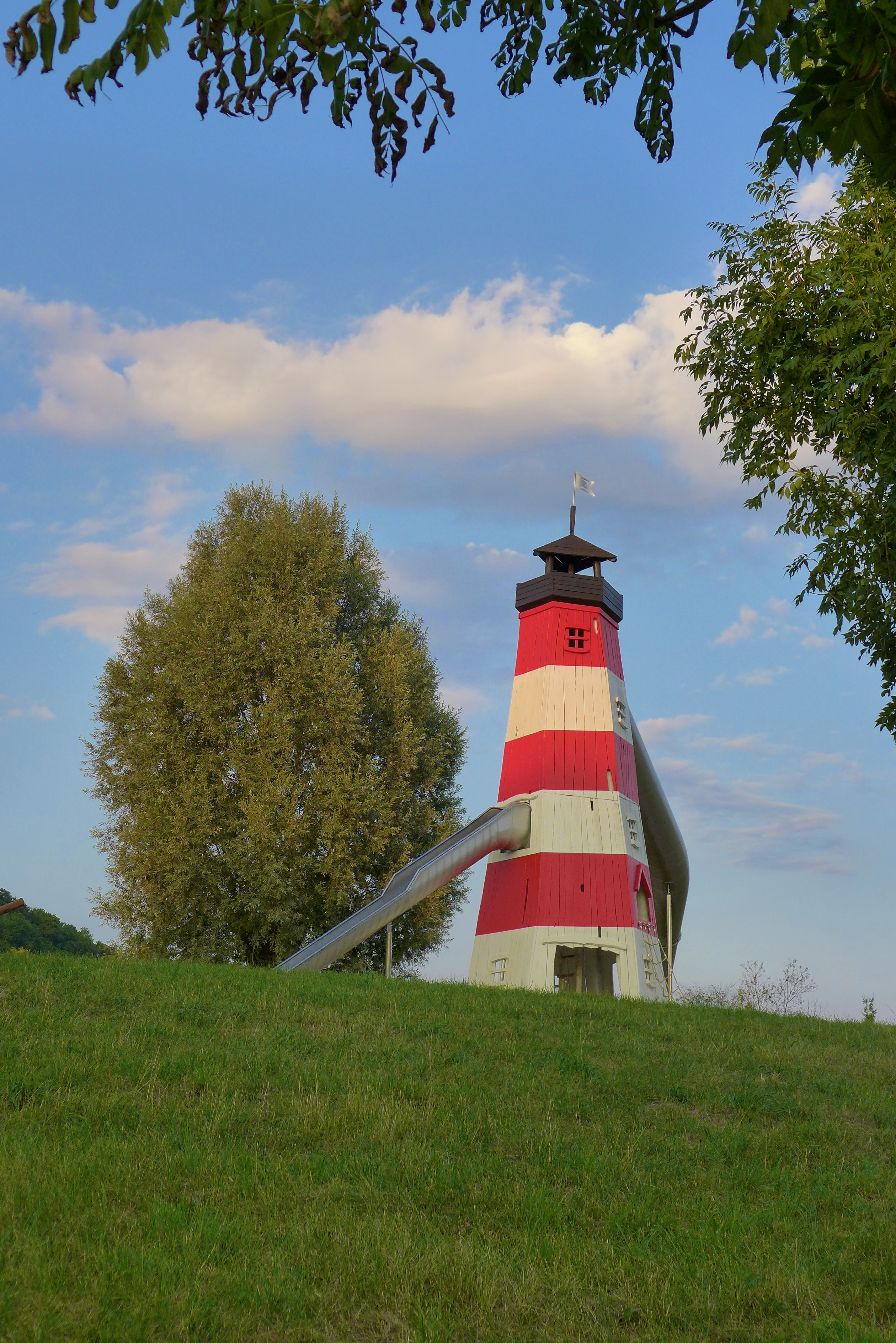
Leuchtturmrutsche auf dem Kinderspielplatz
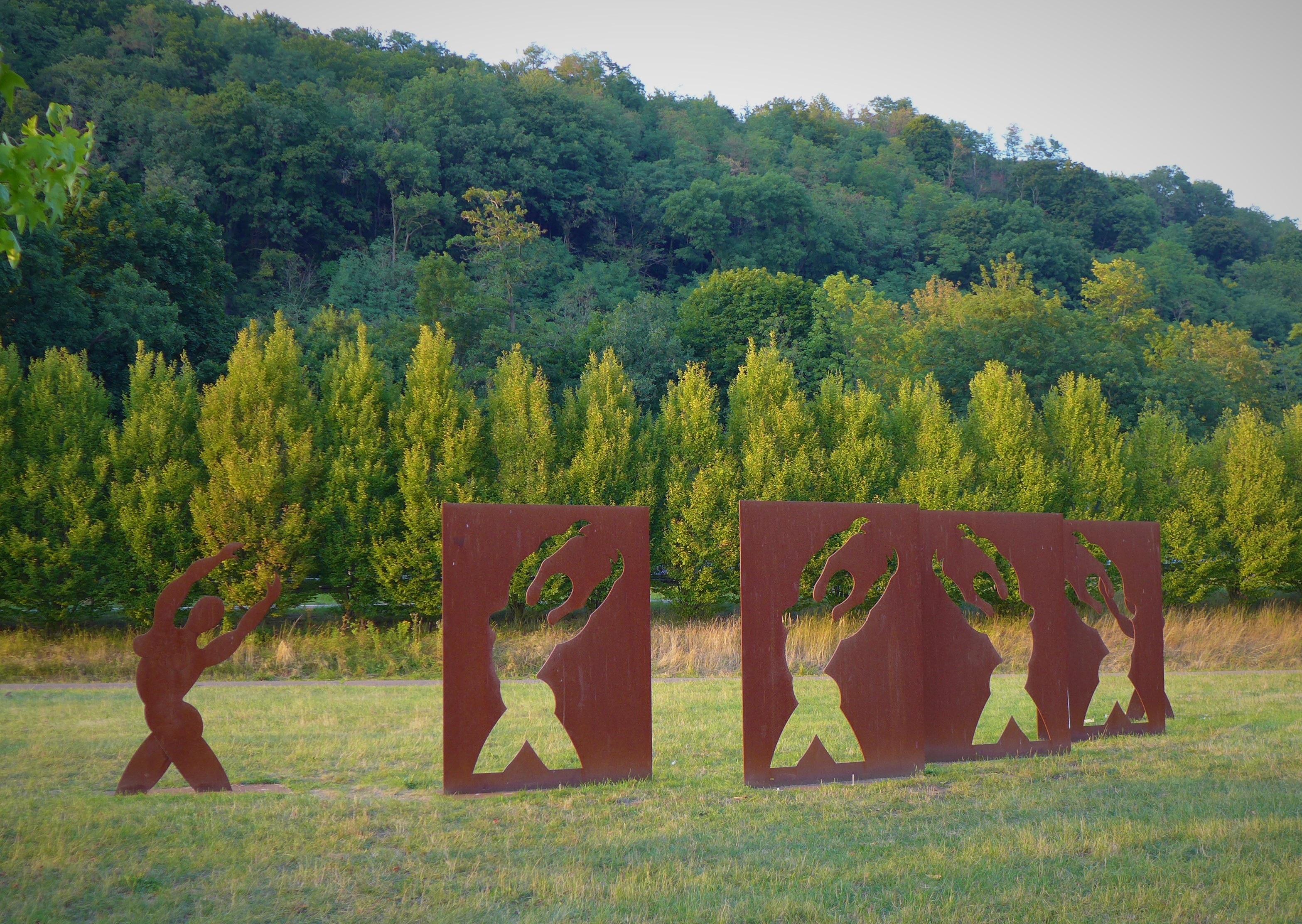
Metallplastik, Eugenio Riotto, „Tor zur Freiheit“, 2010 Stahl, 8-teilig, je 2,25 × 1,60 × 0,8 m
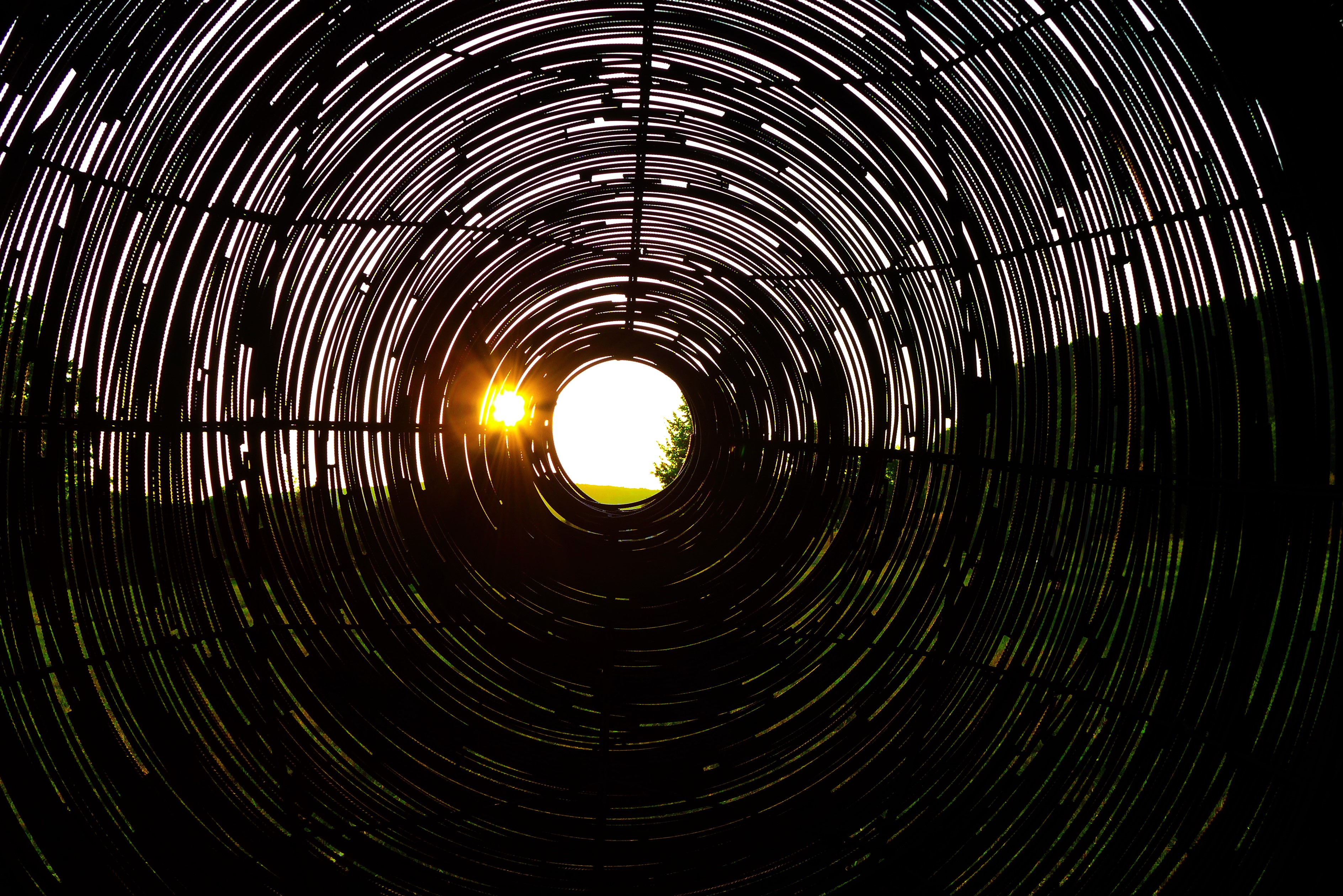
Metallplastik, Angelika Summa, „Rotation“, 2010, Baustahl, Durchmesser 2 m
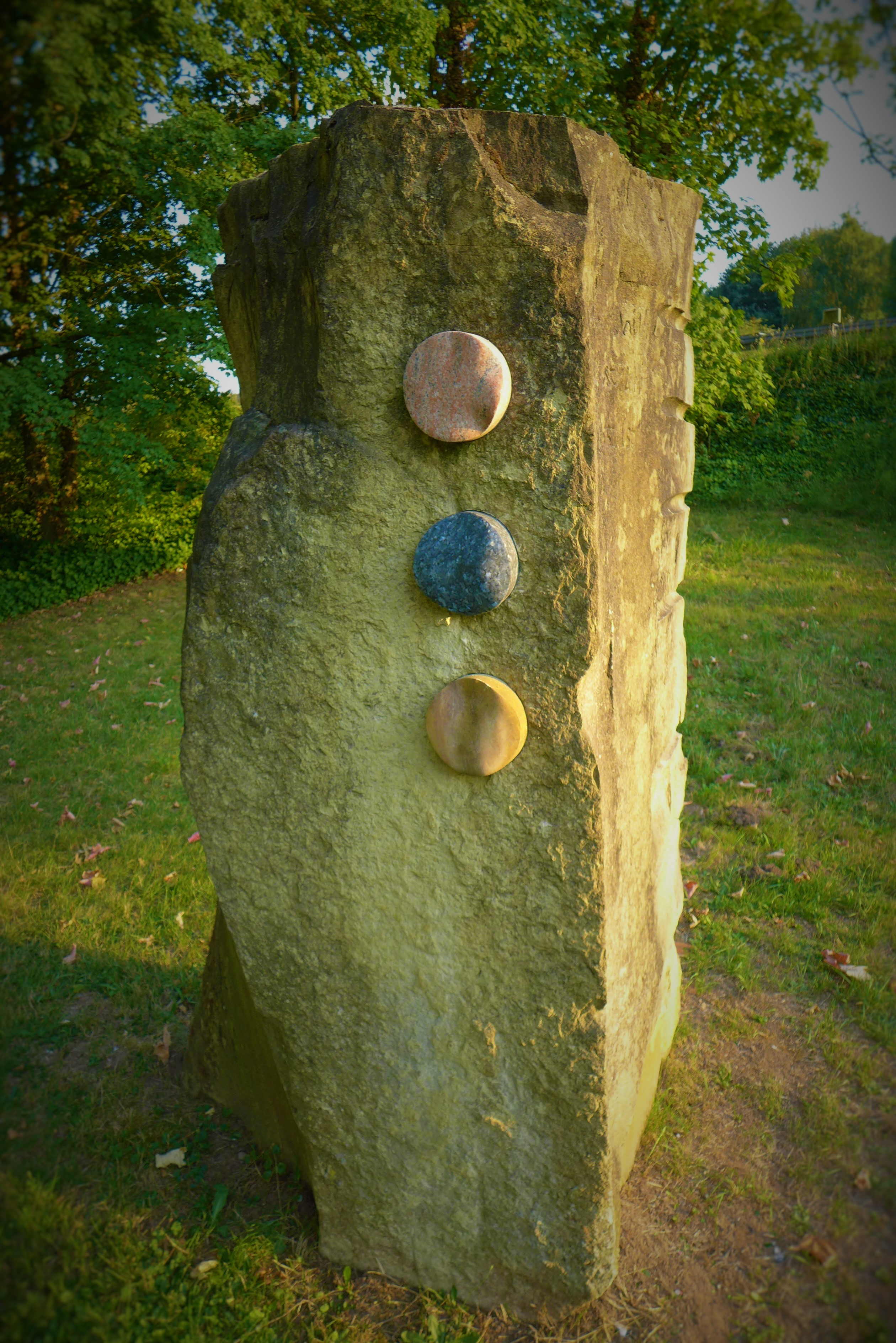
Steinskulptur, Joan Thimmel, TOUN und Andres Medl, 2008, Udelfanger Sandstein, 3½ Tonnen schwer, 2 m hoch